# Boccioleto
Boccioleto (piemontesisch Buciolèit oder Biciolèit) ist eine Gemeinde in der italienischen Provinz Vercelli (VC), Region Piemont.

## Lage und Einwohner
Boccioleto liegt etwa 85 km nördlich von Vercelli und hat 166 Einwohner (Stand 31. Dezember 2023). Die Nachbargemeinden sind Alto Sermenza, Balmuccia, Campertogno, Mollia, Rossa, Scopa und Scopello. Der Schutzheilige des Ortes ist SS. Pietro e Paolo, S. Antonio Abate.
Das Gemeindegebiet umfasst eine Fläche von 33 km² und liegt im Val Cavaione.

## Persönlichkeiten
- Linda Sini (1926–1999), Schauspielerin

## Einzelnachweise

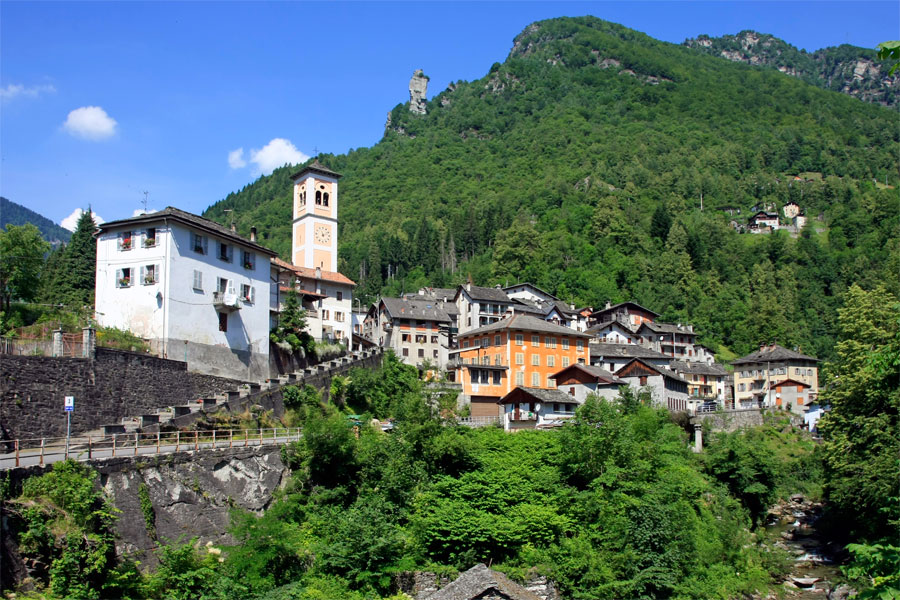